# Bensoylgrupp

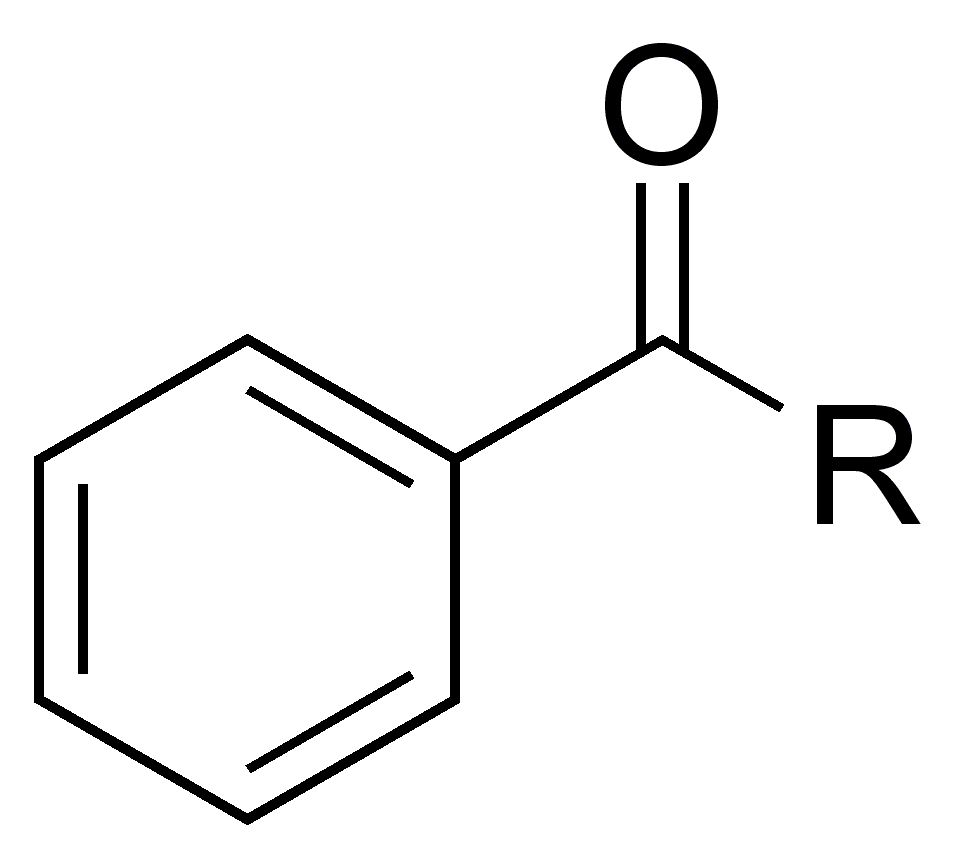
Bensoylgrupp; strukturen på bilden kan skrivas Bz-R med text.

En bensoylgrupp är en kemisk funktionell grupp, en acyl, med formeln C6H5-C(=O)-. Det är vanligt att gruppen förkortas Bz i strukturformler. Ej att förväxlas med bensylgrupp som förkortas Bn.